# Овьедо Кавада, Карлос
Карлос Овье́до Кавада (исп. Carlos Oviedo Cavada; 19 января 1927, Сантьяго, Чили — 7 декабря 1998, там же) — чилийский кардинал, мерседарий. Титулярный архиепископ Беневенто и вспомогательный епископ Консепсьона с 21 марта 1964 по 25 марта 1974. Архиепископ Антофагасты с 25 марта 1974 по 30 марта 1990. Архиепископ Сантьяго и примас Чили с 30 марта 1990 по 24 апреля 1998. Кардинал-священник с титулом церкви Санта-Мария-делла-Скала с 26 ноября 1994.
Окончил Католический университет Чили, изучал теологию.